# Italiaanse bronlibel
De Italiaanse bronlibel (Cordulegaster trinacriae) is een echte libel uit de familie van de bronlibellen (Cordulegastridae).
De Italiaanse bronlibel staat op de Rode Lijst van de IUCN als gevoelig, beoordelingsjaar 2019; de trend van de populatie is volgens de IUCN dalend. De soort komt alleen voor in Italië, inclusief Sicilië.
De wetenschappelijke naam van de soort werd in 1976 gepubliceerd door Waterston.